# Bidezabal (métro de Bilbao)
Bidezabal est une station de la ligne 1 du métro de Bilbao. Elle est située rue Bidezabal dans le quartier d'Algorta, sur le territoire de la commune de Getxo, dans le Grand Bilbao, province de Biscaye de la communauté autonome du Pays Basque, en Espagne.

## Situation sur le réseau
Établie en surface, la station Bidezabal de la ligne 1 du métro de Bilbao est située, entre la station Ibarbengoa, en direction du terminus nord-ouest Plentzia, et la station Algorta, en direction du terminus sud-est Etxebarri. Elle se trouve en zone tarifaire 2.

Plan du métro.

## Histoire
La station Bidezabal est mise en service le 11 novembre 1995 lors de l'ouverture à l'exploitation de la première section de la ligne 1.

## Services aux voyageurs

### Accueil et accès
Elle dispose de trois accès, le principal situé rue Bidezabal et deux secondaires rues Beato Domingo Iturrate et Telletxe. 

### Desserte
Bidezabal est desservie par des rames de la ligne 1 du métro de Bilbao.